# 森本一房
森本一房（日语：／ Morimoto Kazufusa，？—1674年5月3日），日本江戶時代武士、旅行家、商人。
森本一房是平戶藩的藩士，為森本一久的次子。1632年，為了祭弔父親，他動身前往柬埔寨，拜訪了吳哥窟。此時的柬埔寨被日本人稱為南天竺，吳哥窟則被日本的朝聖者誤以為是摩揭陀國的祗園精舍。他在吳哥窟的十字回廊的右側留下了墨寶，然而現在字跡較難辨識。